# Émile Réaux
Pour les articles homonymes, voir Réaux.
Émile Réaux, né le 10 juin 1851 à Pointe-à-Pitre (Guadeloupe) et mort le 15 avril 1902 à Saint-Louis-de-Montferrand (Gironde), est un négociant et homme politique français.

## Biographie

### Première élection
Négociant en Guadeloupe, il débuta dans la vie politique, le 31 août 1879, en étant élu député de cette colonie par 3 297 voix (6 320 votants, 32 265 inscrits), contre 1 917 à L. Alcindor, 896 à Richard Jean-Romain et 140 à Melvil-Bloncourt. Émile Réaux siégea dans le groupe de l'Union républicaine et vota avec les opportunistes.

### Échecs
Il se représenta, le 2 octobre 1881, à la fois dans les deux circonscriptions de la Guadeloupe; dans la première, il n'obtint que 986 voix contre 2 206 à l'élu, M. Gaston Gerville-Réache et 565 à M. Jean Romain ; et dans la seconde, 551 contre 2 522 à l'élu, Gaston Sarlat, et 203 à Gaston Gerville-Réache.
De nouveau, candidat après le rétablissement du scrutin de liste (4 octobre 1885), il ne recueillit que 3 360 voix sur 10 514 votants.

### Le retour
Malgré ses deux échecs de 1881 et de 1885, Émile Réaux se présente de nouveau en 1889 ; il siège toujours au Conseil général et choisit alors la 2e circonscription de la Guadeloupe. Il est élu dès le premier tour par 4 487 voix contre 4263 à Auguste Isaac, sur 8 779 votants, ce qui représente 60 % d'abstentions car il y a 21 948 inscrits.
Républicain, Émile Réaux n'aura qu'une activité discrète : secrétaire du 1er bureau et membre de plusieurs commissions, il est l'auteur de deux rapports d'élections.

### Démission et décès
Le 1er juin 1893 il donne sa démission de député et abandonne la vie politique pour prendre la direction de la Banque de la Guadeloupe qu'il conserve jusqu'en 1898. II semble que sa situation dans l'île se soit dégradée et qu'il ait préféré revenir en France où il se sentit bientôt un déraciné ; à bout de ressources il se jeta dans la Garonne à la sortie de Bordeaux, le 15 avril 1902.